# Иммунодепрессанты
Иммунодепресса́нты (иммуносупрессивные препараты, иммуносупрессоры) — это класс лекарственных препаратов, применяемых для обеспечения искусственной иммуносупрессии (искусственного угнетения иммунитета).

## Применение
Искусственная иммуносупрессия как метод лечения применяется прежде всего при трансплантации органов и тканей, таких, как почки, сердце, печень, лёгкие, костный мозг.
Кроме того, искусственная иммуносупрессия (но менее глубокая) применяется при лечении аутоиммунных заболеваний и заболеваний, предположительно (но пока недоказанно) имеющих аутоиммунную природу.
Помимо этого применение препарата иммуносупрессии может быть пожизненным, например при хроническом отторжении пересаженных органов или тканей, что также может привести к иммунодефицитному состоянию.

## Виды препаратов
Класс иммуносупрессивных препаратов неоднороден и содержит препараты с различными механизмами действия и различным профилем побочных эффектов. Различается и профиль иммуносупрессивного эффекта: некоторые препараты более или менее равномерно подавляют все виды иммунитета, другие имеют особую избирательность по отношению к трансплантационному иммунитету и аутоиммунитету, при сравнительно меньшем влиянии на антибактериальный, противовирусный и противоопухолевый иммунитет. Примерами таких, относительно селективных, иммуносупрессоров являются тимодепрессин, циклоспорин А и такролимус. Различаются иммуносупрессивные препараты и по преимущественному влиянию на клеточный либо гуморальный иммунитет.
Стоит отметить, что сама успешная аллотрансплантация органов и тканей, резкое снижение процента отторжения трансплантатов и длительная выживаемость больных с трансплантатами стали возможными только после открытия и внедрения в широкую практику трансплантологии циклоспорина А. До его появления не существовало удовлетворительных методов иммуносупрессии, позволявших обеспечить необходимую степень подавления трансплантационного иммунитета без тяжёлых, угрожающих жизни больного побочных эффектов и глубокого снижения противоинфекционного иммунитета.
Следующим этапом развития теории и практики иммуносупрессивной терапии в трансплантологии стало внедрение протоколов комбинированной — трёх- или четырёхкомпонентной иммуносупрессии при пересадке органов. Стандартная трёхкомпонентная иммуносупрессия на сегодняшний день состоит из комбинации циклоспорина А, глюкокортикоида и цитостатика (метотрексата или азатиоприна, или микофенолат мофетила). У больных с высоким риском отторжения трансплантата (высокая степень негомологичности трансплантата, предшествующие неудачные трансплантации и др.) обычно применяют четырёхкомпонентную иммуносупрессию, включающую также антилимфоцитарный или антитимоцитарный глобулин. Больным, не переносящим один или более компонентов стандартной схемы иммуносупрессии или подверженным высокому риску инфекционных осложнений либо злокачественных опухолей, назначают двухкомпонентную иммуносупрессию или, реже, монотерапию.
Новый прорыв в трансплантологии связан с появлением нового цитостатика флударабина фосфата (Флудары), обладающего сильной селективной цитостатической активностью в отношении лимфоцитов, и c разработкой метода кратковременной (несколько суток) высокодозной пульс-терапии глюкокортикоидами с использованием метилпреднизолона в дозах, в 100 раз превышающих физиологические. Сочетанное применение флударабина фосфата и сверхвысоких доз метилпреднизолона позволило в считанные дни и даже часы купировать остро возникающие на фоне стандартной иммуносупрессивной терапии реакции отторжения трансплантатов, что было очень трудным делом до появления Флудары и высокодозных глюкокортикоидов.